# Retgendorf
Retgendorf ist seit dem 13. Juni 2004 eine Ortschaft der neuen Gemeinde Dobin am See im Landkreis Ludwigslust-Parchim in Mecklenburg-Vorpommern (Deutschland).

## Geografie
Zur Ortschaft Retgendorf gehören die Ortsteile
- Neu Schlagsdorf
- Retgendorf

## Geschichte
Retgendorf und Schlagsdorf werden urkundlich erstmals 1241 als Retekenthorpe und als Slawekisthorpe erwähnt. Beide Orte gehörten vom 14. Jh. bis in die zweite Hälfte des 18. Jh. hinein zu den umfangreichen Besitzungen der Familie von Sperling. Später wechselten die Besitzer häufig. Seit der ersten Hälfte des 18. Jh. wurde zwischen Alt und Neu Schlagsdorf unterschieden.
Die Gemeinde Retgendorf löste sich mit Ablauf des 12. Juni 2004 als Rechtssubjekt auf und schloss sich mit der gleichzeitig aufgelösten Gemeinde Rubow zur neuen Gemeinde Dobin am See zusammen.

## Politik

### Wappen
| Wappen von Retgendorf | Blasonierung: „Gespalten; vorn in Blau zwei linksgewendete silberne Sperlinge übereinander; hinten in Silber zwei springende blaue Fische übereinander.“ |
| Wappen von Retgendorf | Wappenbegründung: In dem Wappen sollen die Sperlinge, die dem Familienwappen derer von Sperling entlehnt worden sind, das in Blau drei silberne Sperlinge wiedergibt, an die einstigen Ortsherren erinnern, die über Jahrhunderte die Entwicklung der Orte bestimmten. Die Fische verweisen auf die Lage des Ortes am Schweriner See und auf die Fischwirtschaft im Ortsteil Neu Schlagsdorf. Durch die Fusion mit Rubow zur neuen Gemeinde Dobin am See am 13. Juni 2004 verlor das Gemeindewappen seinen Status als Hoheitszeichen. Es kann aber weiterhin von den Bewohnern als Identifikationssymbol und als Zeichen der Verbundenheit mit ihrem Ort genutzt werden. Das Wappen wurde von dem Wismarer Roland Bornschein gestaltet. Es wurde am 9. November 1995 durch das Ministerium des Innern genehmigt und unter der Nr. 94 der Wappenrolle des Landes Mecklenburg-Vorpommern registriert. |

### Flagge
Die ehemalige Gemeinde verfügte über keine amtlich genehmigte Flagge.